# Mike Barbieri
Michael John “Mike” Barbieri (Toronto, 7 luglio 1978) è un ex rugbista a 15 canadese, già pilone di Benetton e L’Aquila.

## Biografia
Proveniente da una famiglia di origine italiana, Mike Barbieri crebbe rugbisticamente in patria ed ebbe la sua prima esperienza professionale in Italia al Parma, squadra nella quale militò fino al 2007.
Successivamente si trasferì al Benetton, squadra con la quale si laureò campione d'Italia Super 10 2008-09.
Nel 2009 si trasferì a L’Aquila dove, dopo solo un campionato, si ritirò dall'attività agonistica.
Ha giocato due partite, entrambe nel 2006, nella Nazionale canadese.
È il fratello maggiore di Robert Barbieri, del quale fu anche compagno di squadra nel Parma.
I due fratelli vantano una singolarità: entrambi esordirono in Nazionale lo stesso giorno (il 10 giugno 2006), ma laddove Mike vestì la maglia del suo Paese contro gli England Saxons nella Churchill Cup, Robert scese in campo con quella dell'Italia, con cui vinse a Tokyo contro il Giappone in un test match.

## Palmarès
- Campionati italiani: 1
Benetton Treviso: 2008-09